# Artère crémastérique
L'artère crémastérique (ou artère crémastérienne ou artère du crémaster ou artère funiculaire ou artère du cordon spermatique ou artère spermatique externe) est une artère systémique paire de l'abdomen masculin. Elle vascularise le muscle crémaster et les tissus scrotaux.

## Origine
L'artère crémastérique est une branche de l'artère épigastrique inférieure qui nait au niveau de l'anneau inguinal profond.

## Trajet
L'artère crémastérique pénètre dans le canal inguinal au niveau de l'anneau inguinal profond avec le cordon spermatique le long de l'artère testiculaire.

## Anastomoses
L'artère crémastérique participe à la formation d'un riche réseau anastomotique artériel au sein du scrotum à la queue de l'épididyme avec l'artère testiculaire, ses rameaux epididymaires et l'artère du conduit déférent.